# Horizon Field

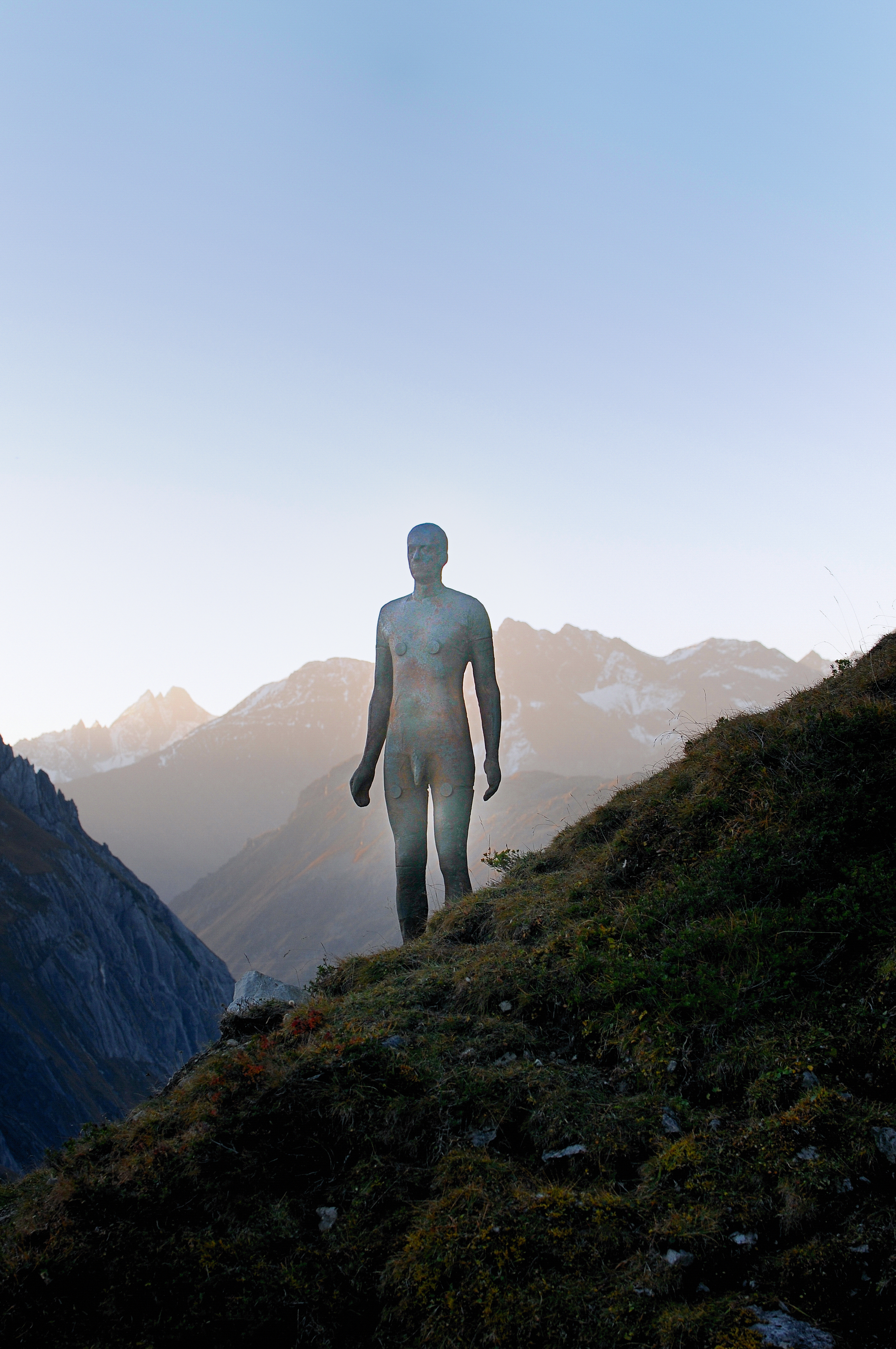
Eisenmann vor der Hasenfluh (2010)

Horizon Field war 2010–2012 eine Land-Art-Kunstinstallation des britischen Künstlers Antony Gormley im Vorarlberger Hochgebirge der Arlbergregion.

## Beschreibung
Die in Zusammenarbeit mit dem Kunsthaus Bregenz (KUB) entstandene Installation Horizon Field bestand vom 1. August 2010 bis 1. April 2012 aus 100 mannshohen, nackten Eisenmännern, die jeweils in genau 2039 m ü. A. Höhe im Vorarlberger Lechquellengebirge aufgestellt waren. Es war das erste solche Vorhaben in den Alpen und die größte künstlerische landschaftliche Intervention in Österreich bis heute. Die Arbeit umfasste eine Fläche von 150 Quadratkilometern über das Klostertal, den Arlberg und den Bregenzerwald hinweg in den Gemeinden Mellau, Schoppernau, Schröcken, Warth, Mittelberg, Lech, Klösterle und Dalaas.
Die 100 Figurenstandorte des Werks bildeten eine horizontale Linie (daher der Name) auf genau 2039 m ü. A. über dem Meeresspiegel. Das Höhenmaß hatte nach Aussage des Kunsthauses Bregenz für die Platzierung keine spezifische metaphorische oder inhaltliche Bedeutung. Es handele sich lediglich um eine „gut zugängliche Höhe, die zugleich dem Alltag enthoben ist.“ Die Figuren seien „weder Darstellungen (Statuen) noch Symbole, sondern repräsentieren einen Ort, wo ein Mensch einstmals gewesen ist oder sein könnte. Horizon Field spricht den Körper, die Wahrnehmung und die Vorstellungskraft all jener an, die in dieses Beziehungsfeld eintreten.“ Der Abstand zwischen den Figuren variierte je nach Topografie zwischen 60 Metern und mehreren Kilometern. Jede der 100 Figuren sollte das menschliche Streben sowohl nach Individualität als auch nach Gesellschaft ausdrücken. Daher schauten die Skulpturen in alle Richtungen, waren einander aber niemals zugewandt. Ein Teil der Skulpturen stand an Orten, die man auf Wanderwegen erreichen konnte oder an denen man im Winter auf den Skipisten vorbeifuhr, andere waren sichtbar, aber nicht erreichbar. Die Skulpturen waren Wind und Wetter ausgesetzt. Natürliche Einflüsse wie Regen, Schnee, Sonne sowie unterschiedliche Lichtverhältnisse und der Wechsel der Jahreszeiten sollten dem Betrachter immer wieder neue Wahrnehmungen und Eindrücke ermöglichen. Gormley selbst erklärte zur Absicht seiner Landschaftsinstallation, Horizon Field frage, „wo passt das menschliche Projekt in die Entwicklung des Lebens auf diesem Planeten? Die Arbeiten bilden ein Feld, in dem lebende Körper und aktive Geister daran beteiligt sind, den Raum und die Entfernung durch das Feld dieser statischen Eisenkörper zu messen, und natürlich werden sowohl Skifahrer als auch Wanderer daran beteiligt sein. Diese Installation erkennt die tiefe Verbindung zwischen sozialem und geologischem Territorium an; zwischen Landschaft und Erinnerung.“ (deutsche Übersetzung)
Die jeweils 640 kg schweren und 1,89 Meter großen Eisenmänner Gormleys aus massivem Gusseisen waren Abgüsse seiner selbst. „Das Projekt war von logistischer und ökonomischer Seite her einzigartig für das Kunsthaus Bregenz“, bekannte KUB-Direktor Yilmaz Dziewior. Die fünfjährige Vorbereitung und Organisation des Projekts übernahm ein Team des Kunsthauses Bregenz um den Kurator Rudolf Sagmeister, der u. a. Vereinbarungen mit 34 Grundbesitzern und 12 verschiedenen Agrargemeinschaften treffen musste. Die Aufstellung der Figuren übernahm das Österreichische Bundesheer, das damit die Leistungsfähigkeit und Gebirgstauglichkeit seiner Pioniere erprobte. Die Hauptaufgaben der Spezialisten im alpinen Gelände waren Aushubarbeiten und Betonieren der Fundamente für die Kunstwerke. 52 der Figuren wurden sogar per Hubschrauber im Hochgebirge montiert. Die Gesamtkosten des Projekts waren auf 600.000 € berechnet.

Bildergalerie
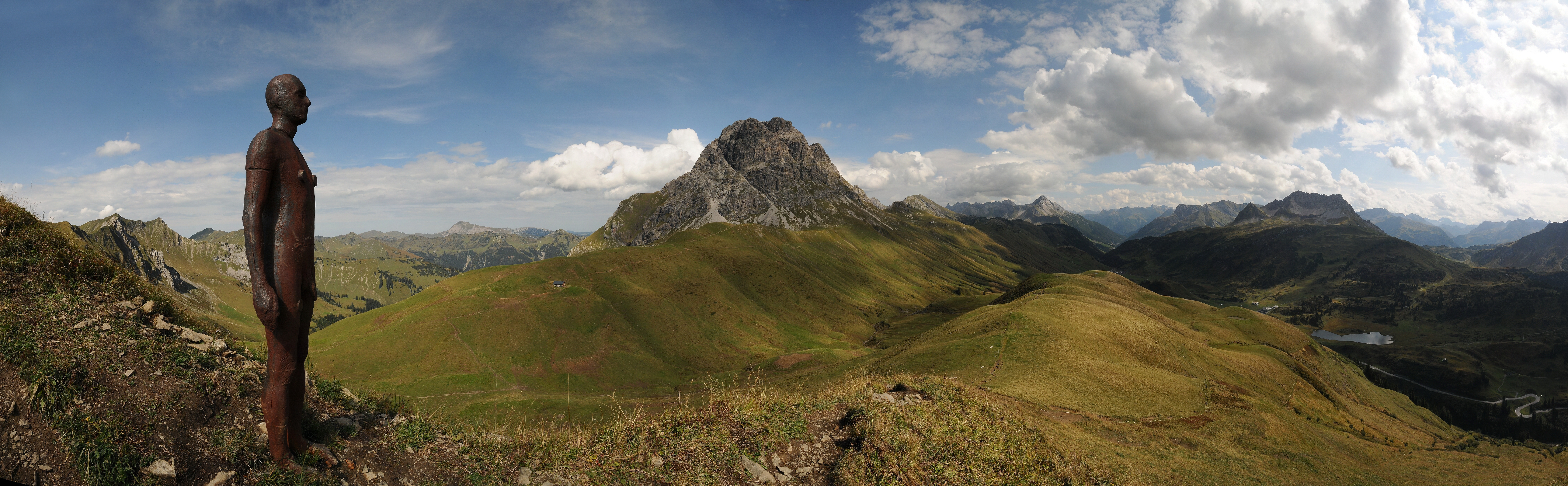
Eisenmann an der Höferspitze (2011)
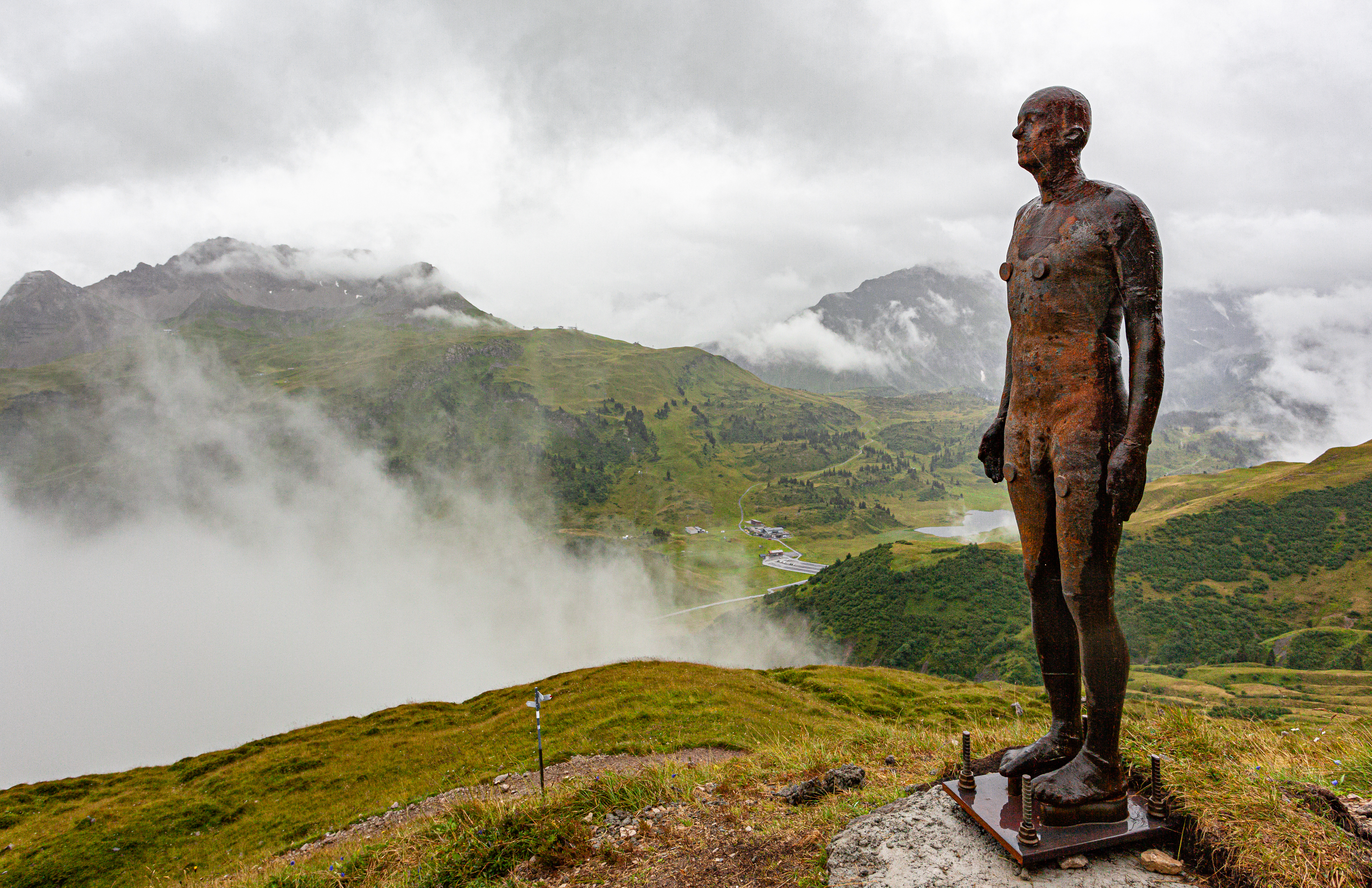
Eisenmann oberhalb von Warth (August 2010)
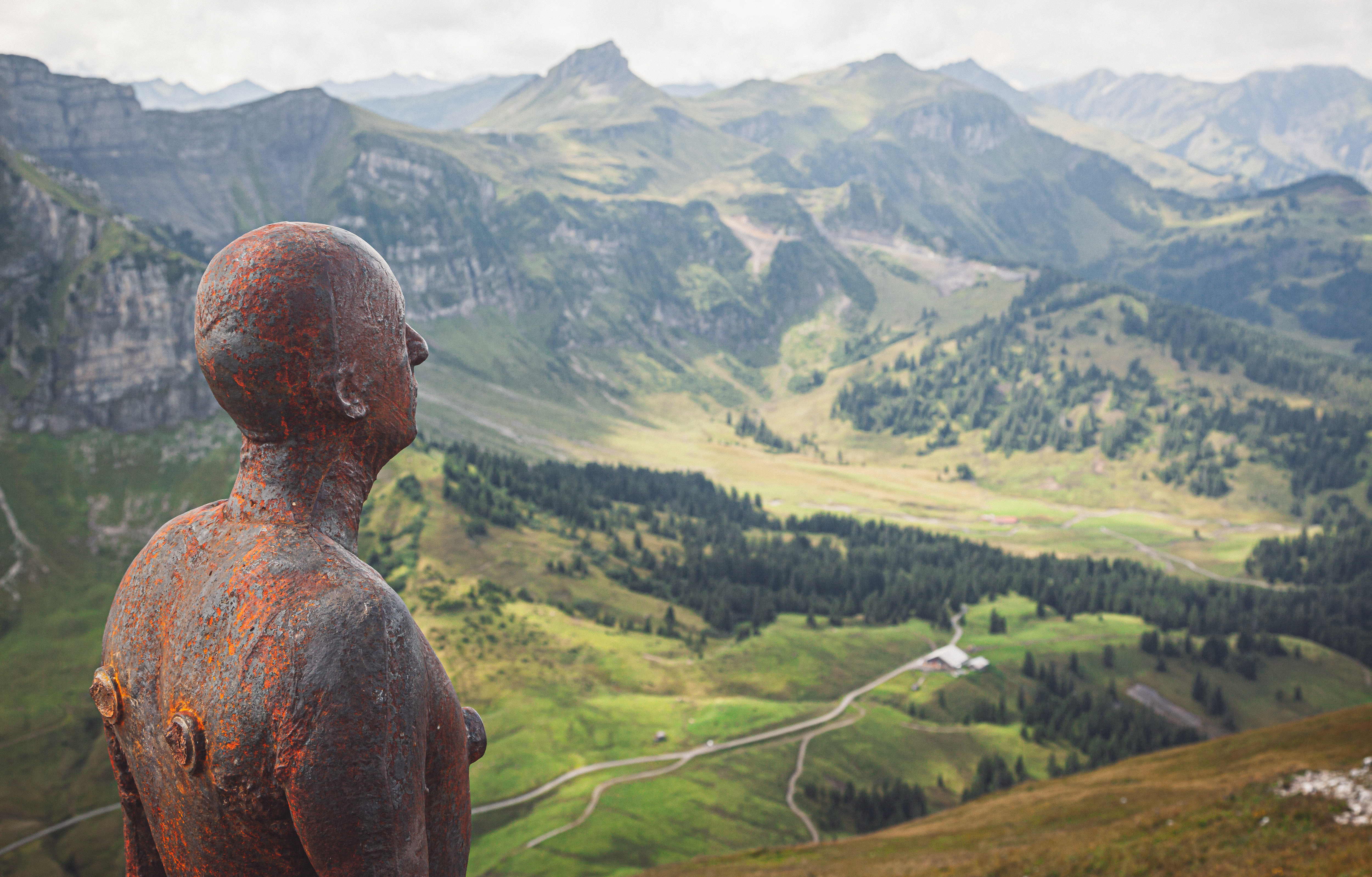
Eisenmann an der Kanisfluh (August 2010)
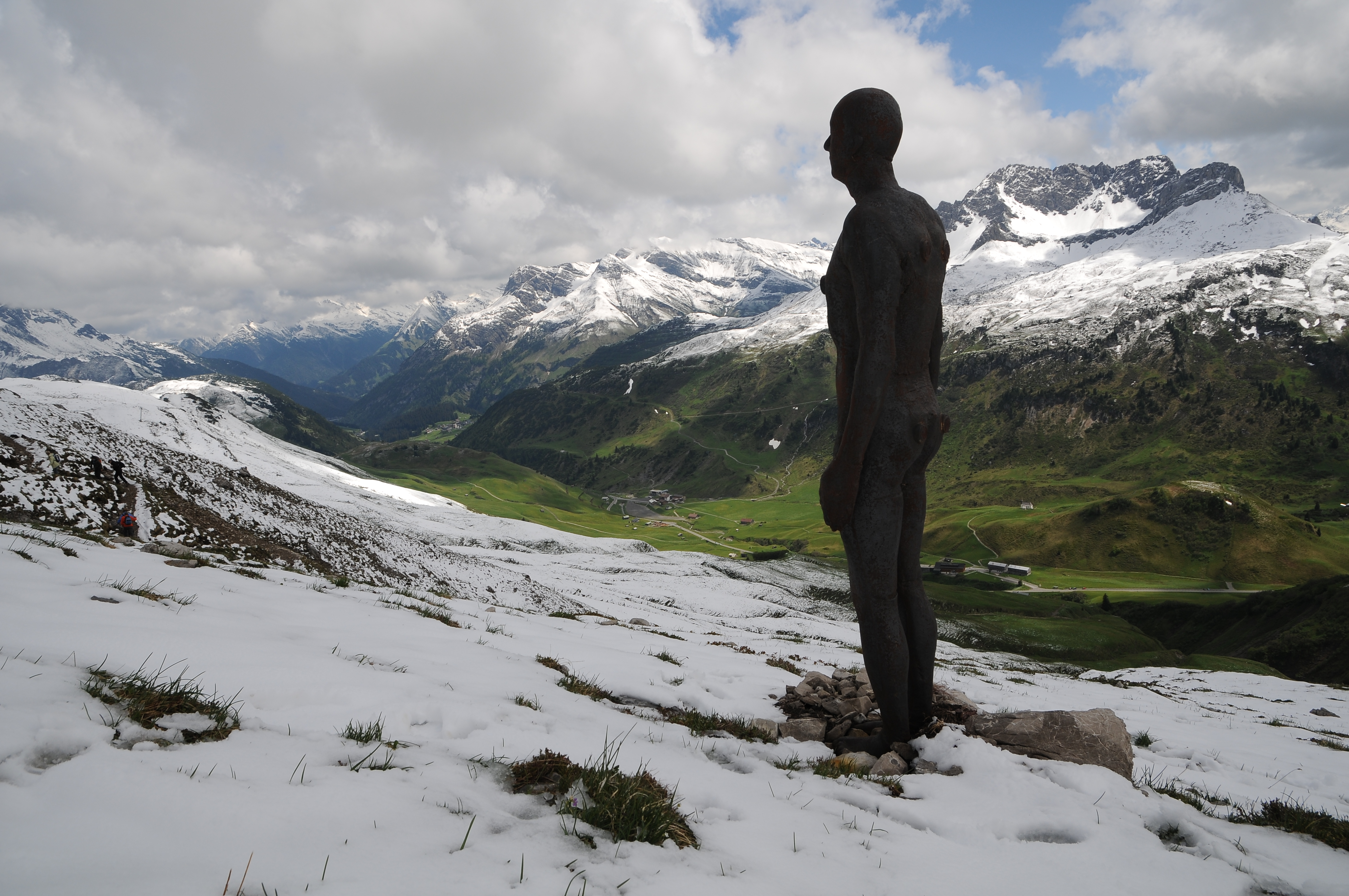
Eisenmann am Hochtannbergpass (Mai 2011)
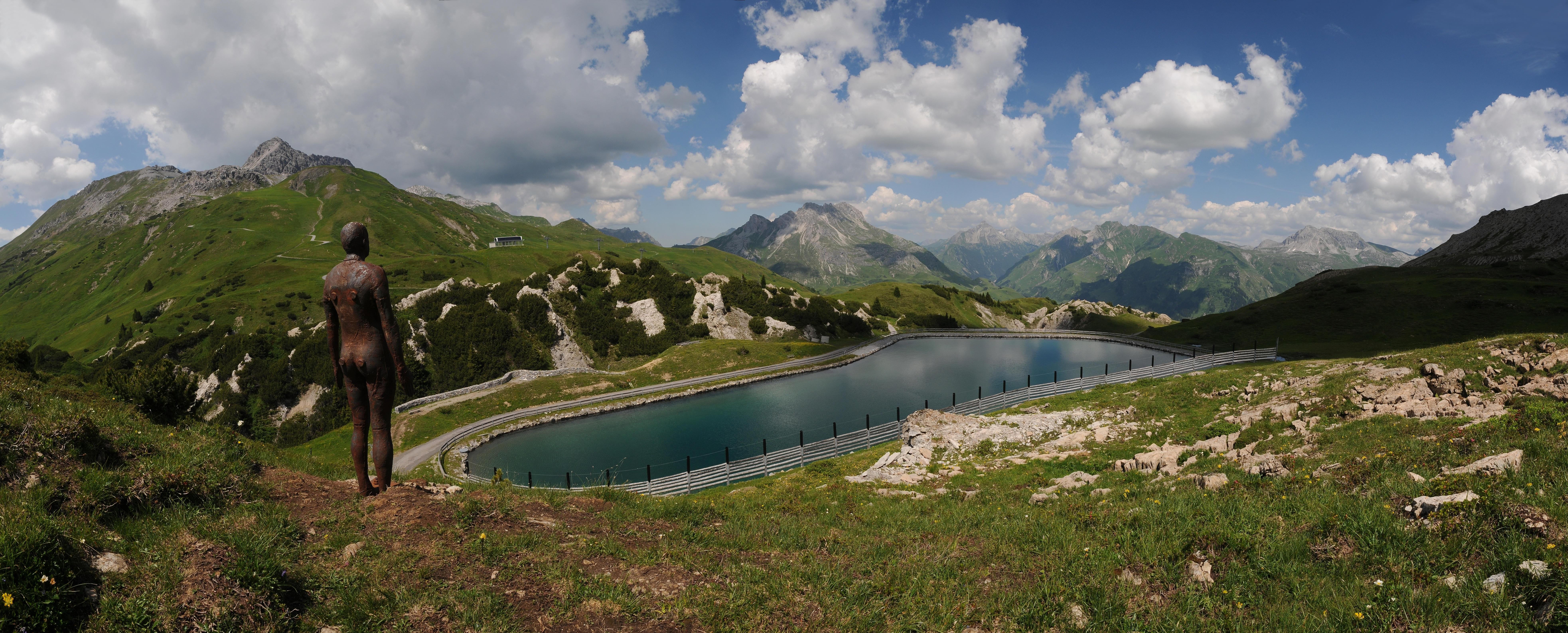
Eisenmann am Kriegersattel (Mai 2011)
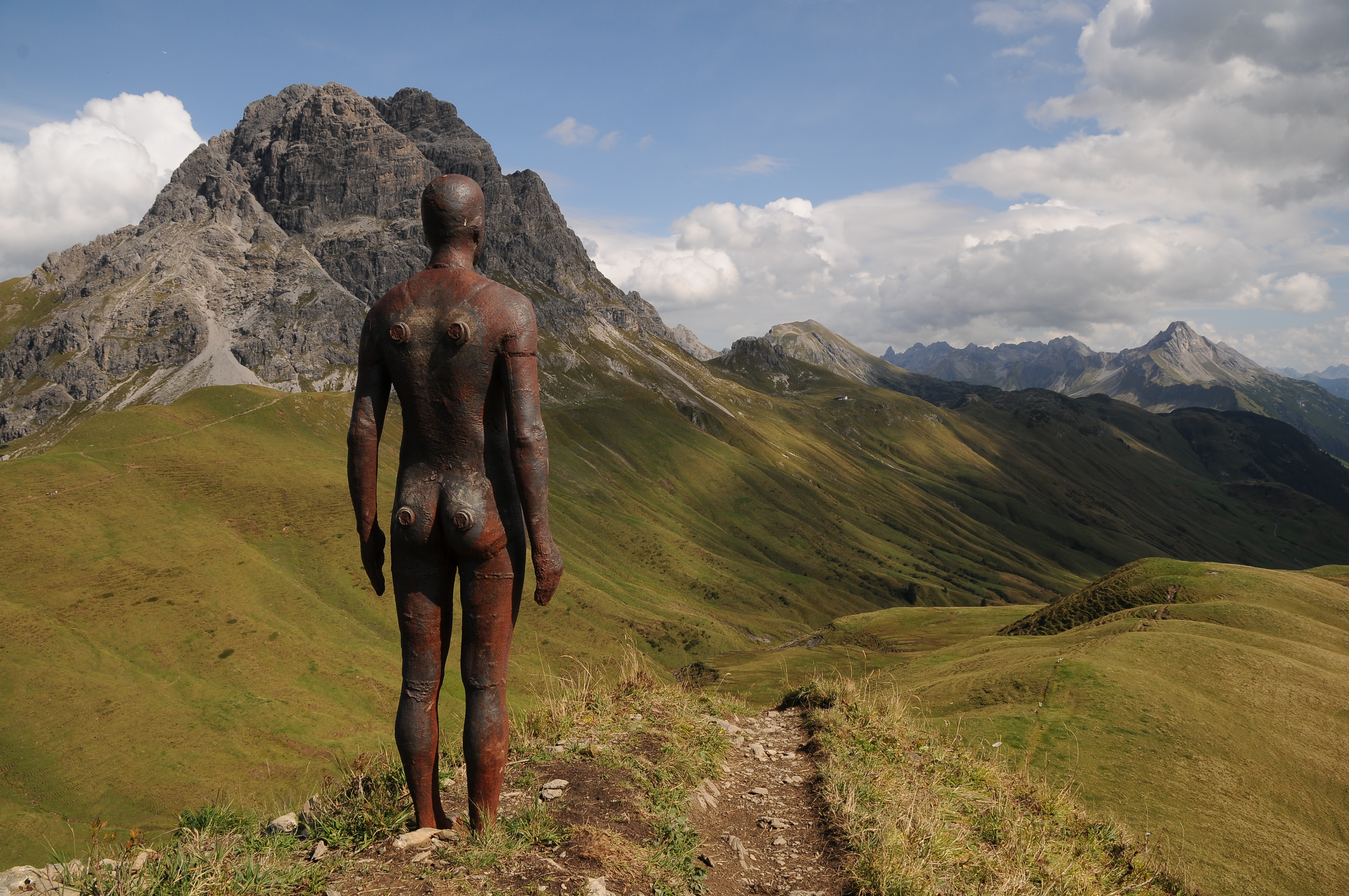
Eisenmann an der Höferspitze (September 2011)
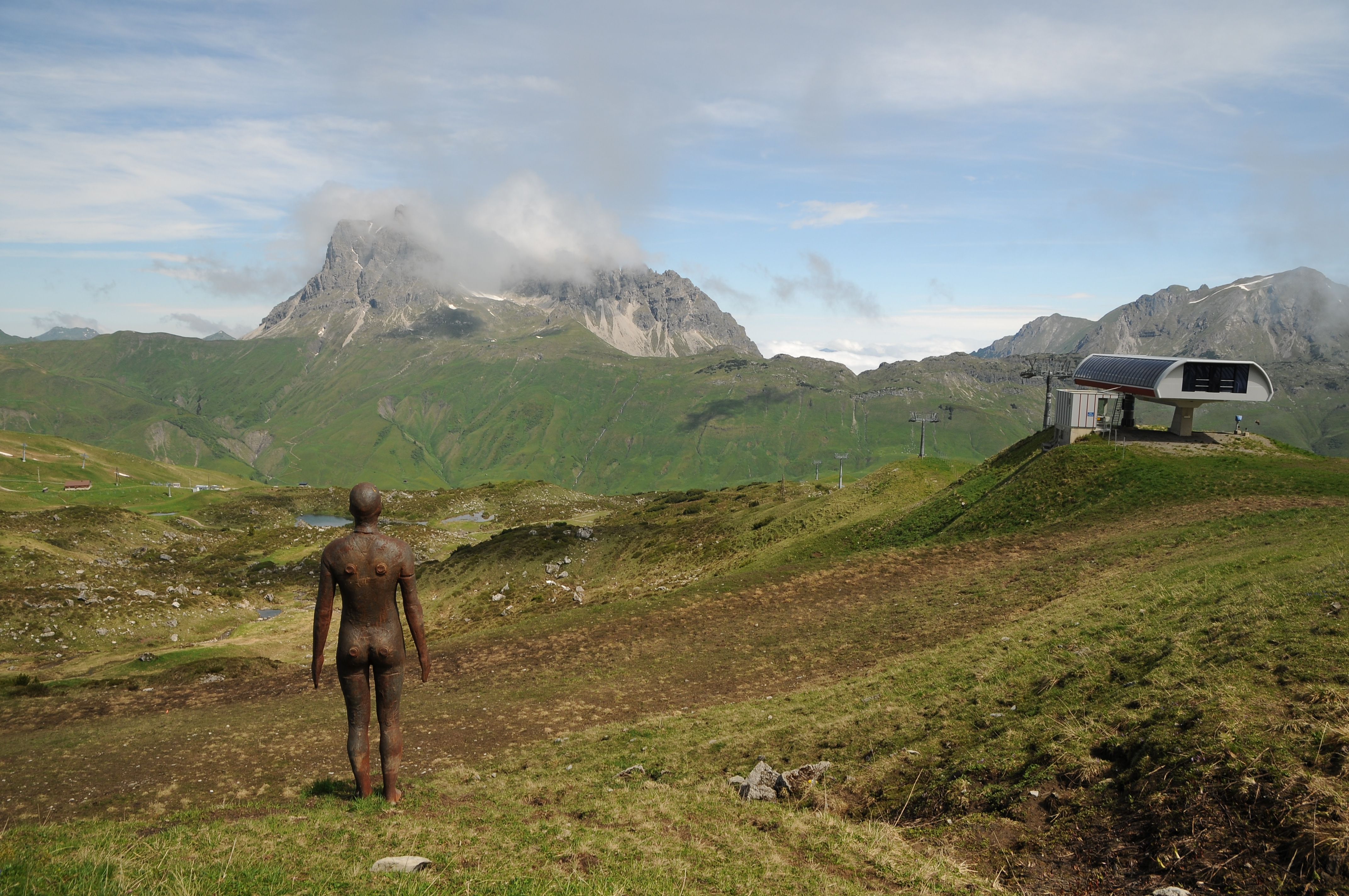
Eisenmann am Jägeralp-Express, unter dem Großen Widderstein (Juni 2011)
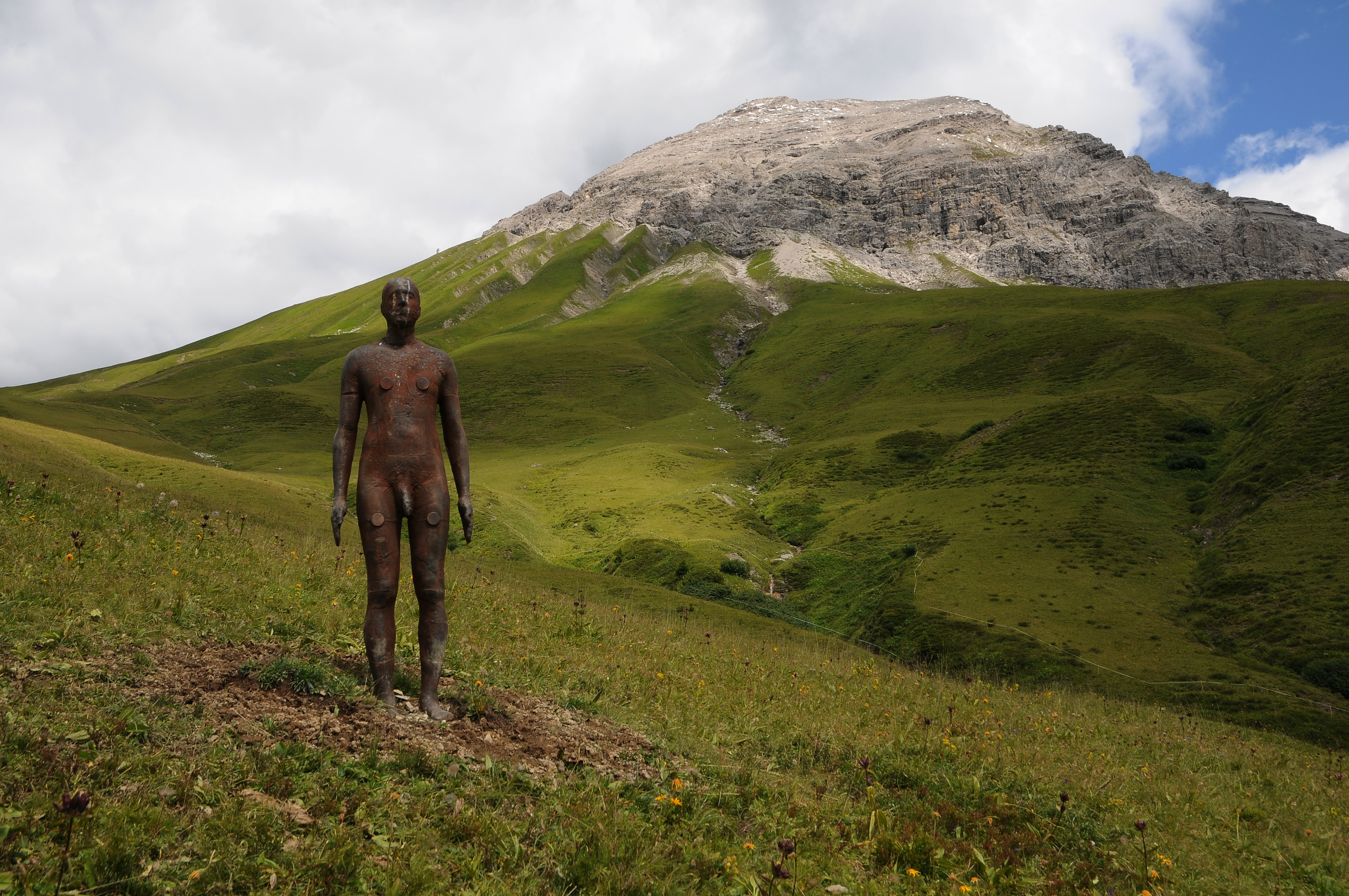
Eisenmann auf der Monzabonalpe (Juli 2011)
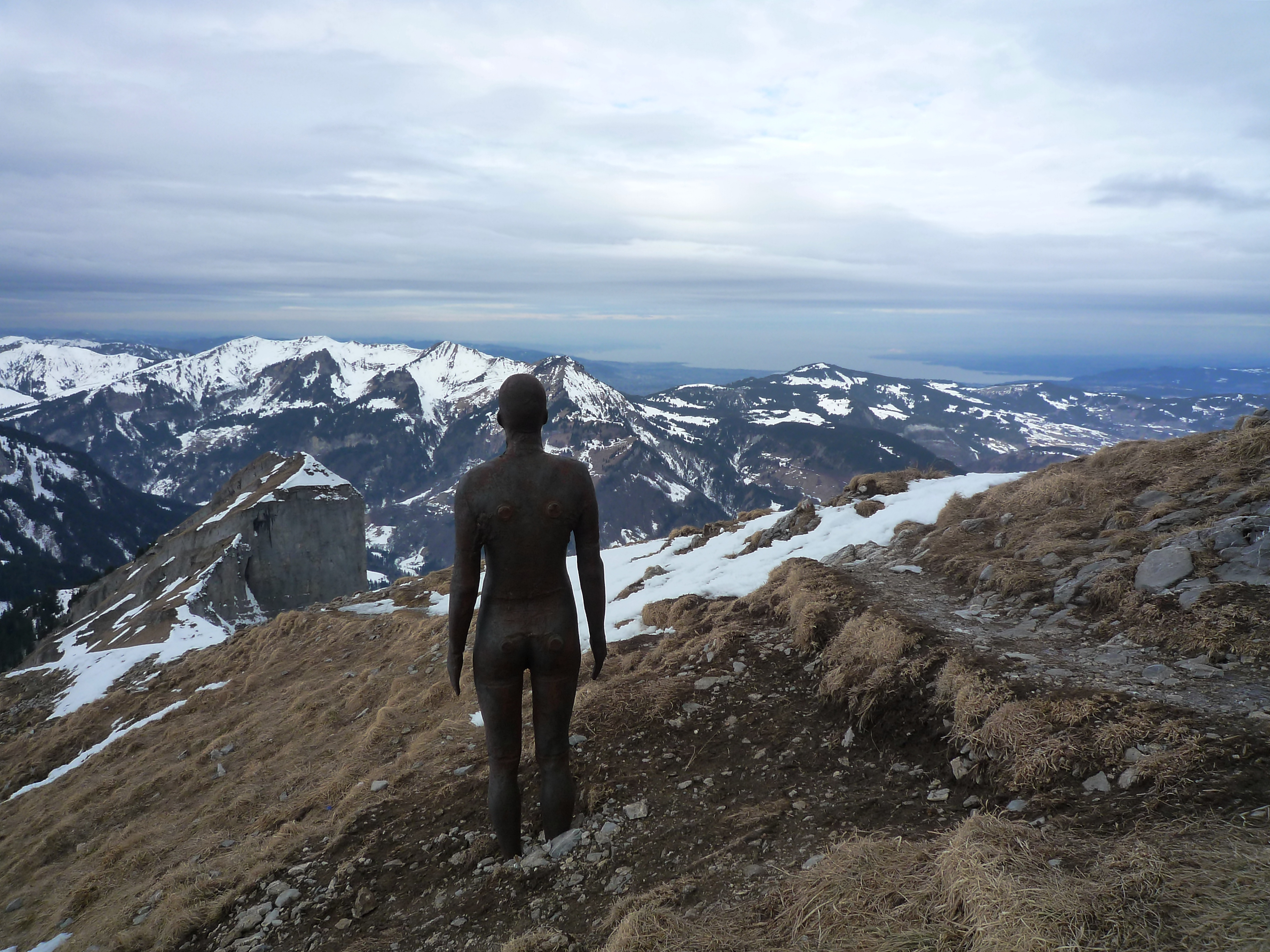
Eisenmann auf der Kanisfluh (Februar 2011)
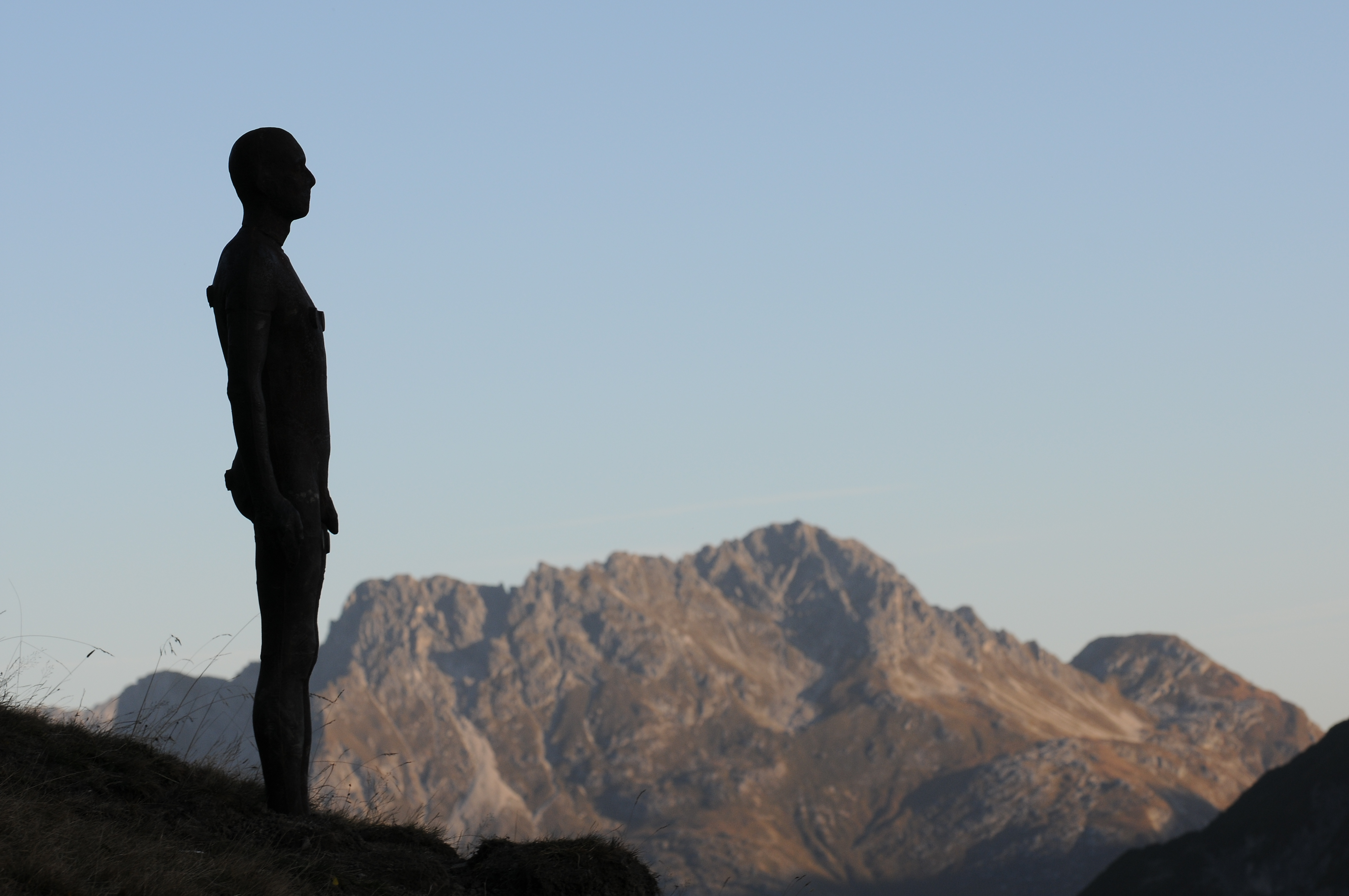
Eisenmann auf der Kanisfluh (Oktober 2010)

## Rezeption
Bei der Eröffnung gab es ein großes Volksfest, das Interesse war riesig und eine große Werbung für den Vorarlberger Tourismus. Bürger, Besucher und Hoteliers der Arlbergregion hatten das anfangs umstrittene Kunstprojekt schließlich wertgeschätzt. Es bildete sich eine Initiative „Horizon Field – Verein zur Förderung von Kunstprojekten in Vorarlberg“, die sich für den dauerhaften Erhalt der von vorneherein künstlerisch auf nur zwei Jahre angelegten Installation einsetzte.
Zu Beginn der Ausstellung 2010 kommerziell für Touristen angebotene 30-Minuten-Helikopterflüge (730 Euro) zu den Eisenmann-Figuren stießen wegen des Hubschrauberlärms auf große Kritik bei Umweltverbänden, aber auch beim Künstler Gormley und beim Kunsthaus Bregenz. Die Fluggesellschaft stellte das Angebot daraufhin ein; tatsächlich durchgeführt wurde schließlich nur ein Flug bei der Eröffnung.
Während der Ausstellungszeit 2010–2012 erfuhren die Horizon Field-Eisenmänner die für Kunst im öffentlichen Raum üblichen Auseinandersetzungen. Sie reichten vom harmlosen touristischen Fotomotiv, über künstlerische Interventionen (Zutat einer weiblichen Figur) und die medial aufgeregt begleitete Teilzerstörung bis hin zum ‚Denkmalsturz‘.

Rezeption der Eisenmänner von Horizon Field: Galerie
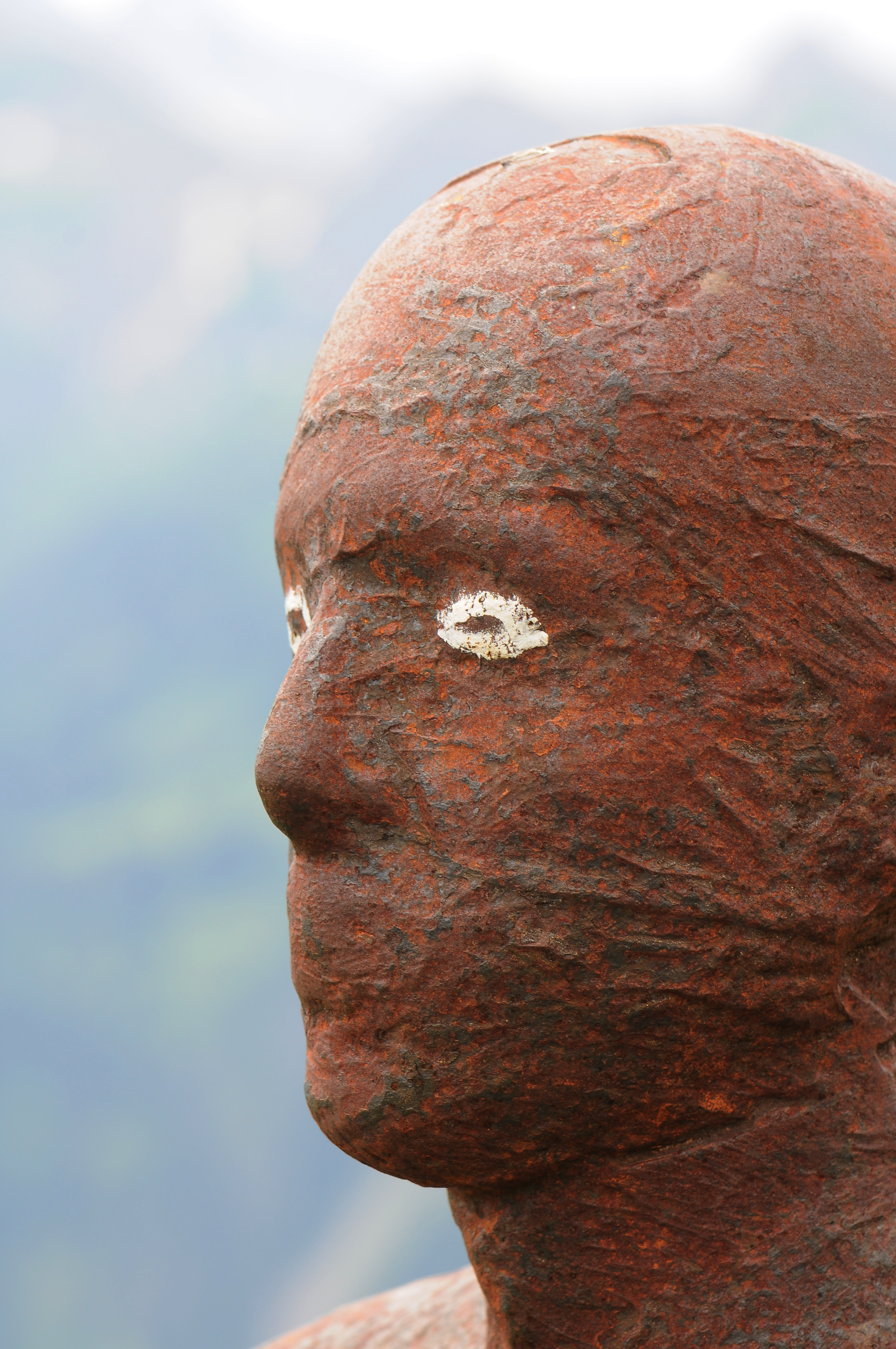
Eisenmann am Diedamskopf mit aufgemalten Augen (2011)
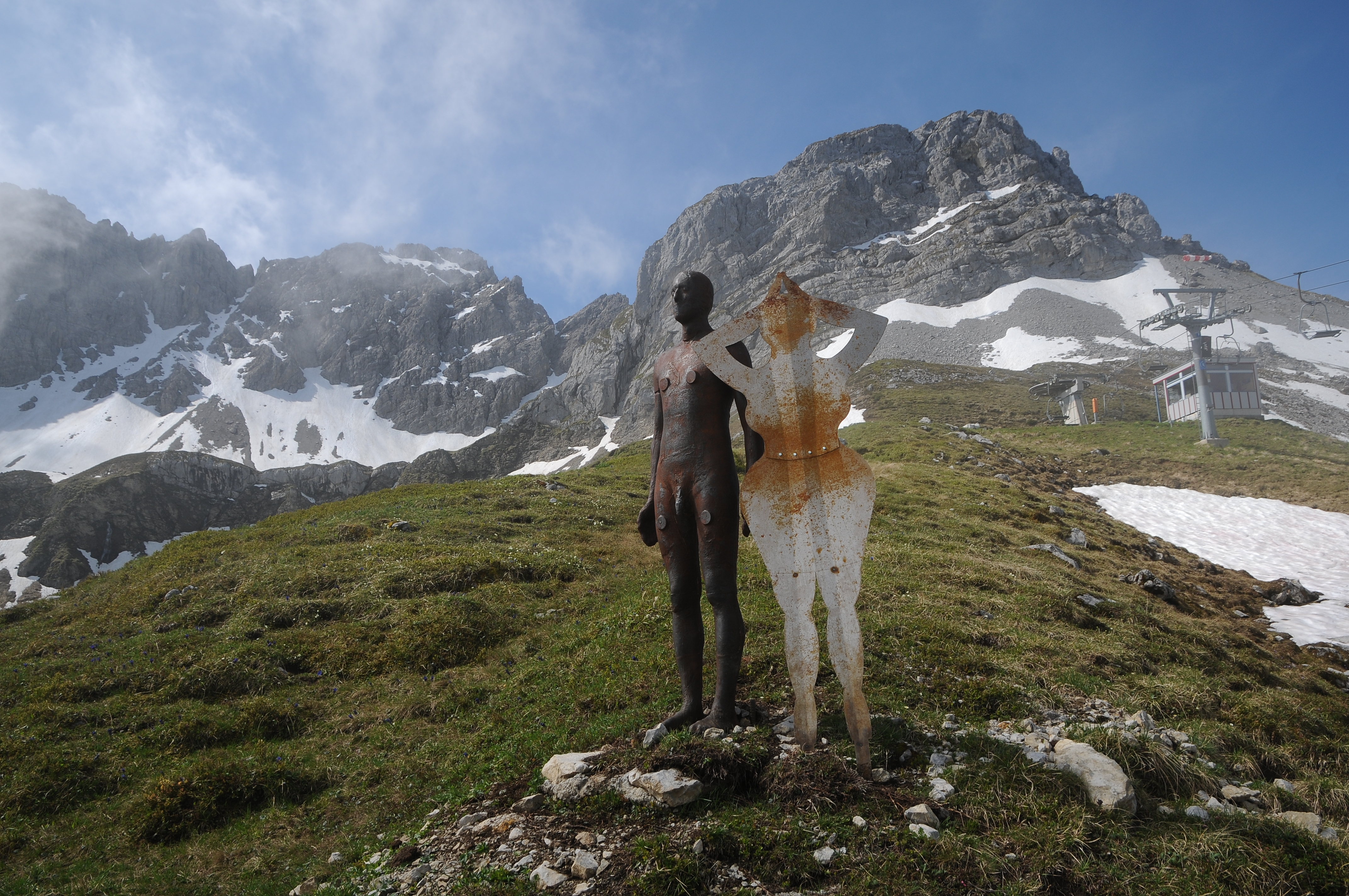
Eisenmann an der Karhornbahn, mit weiblicher Ergänzung (2011)
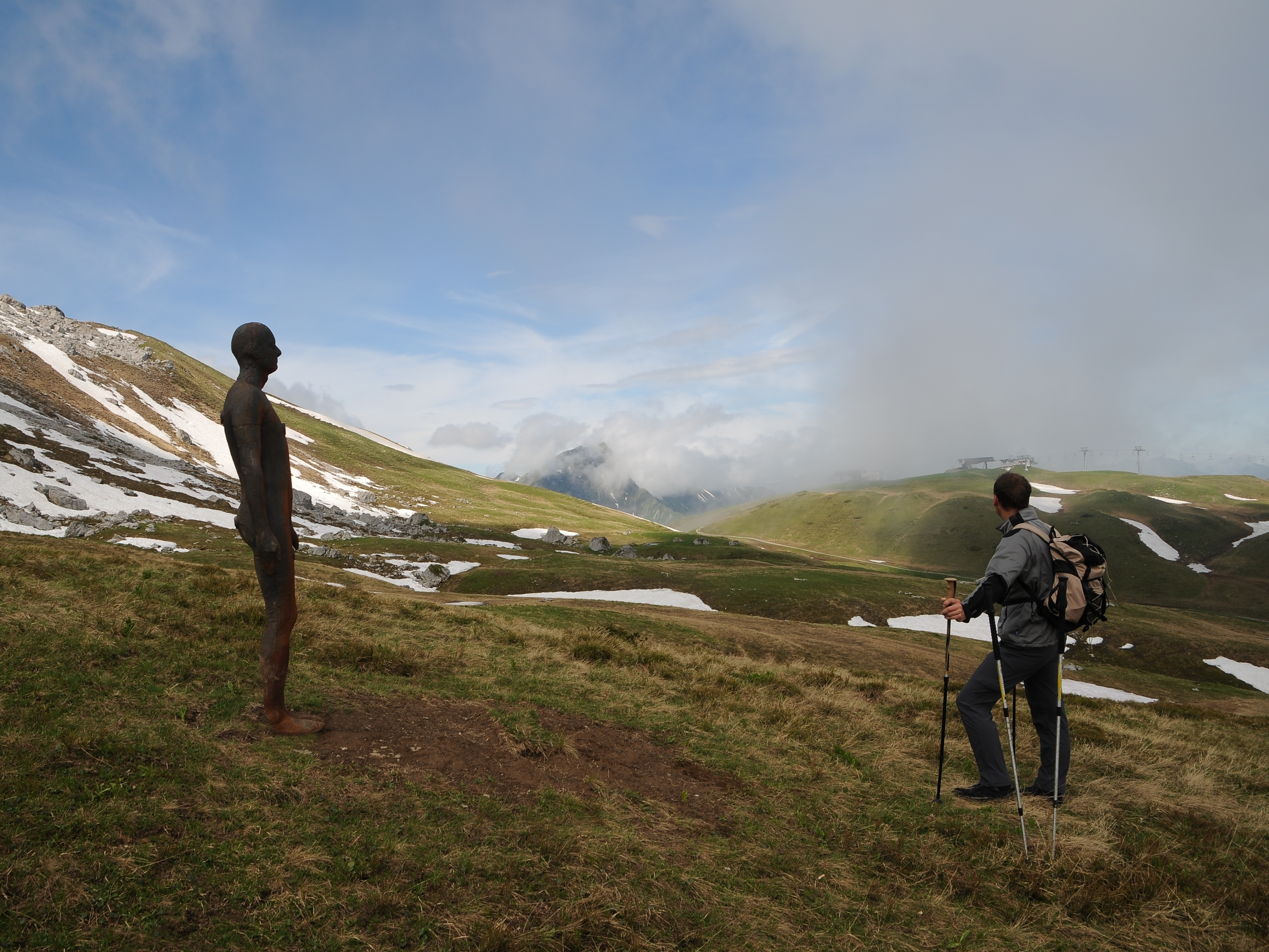
Eisenmann am Karhorn, in Zwiesprache mit Wandersmann (2011)
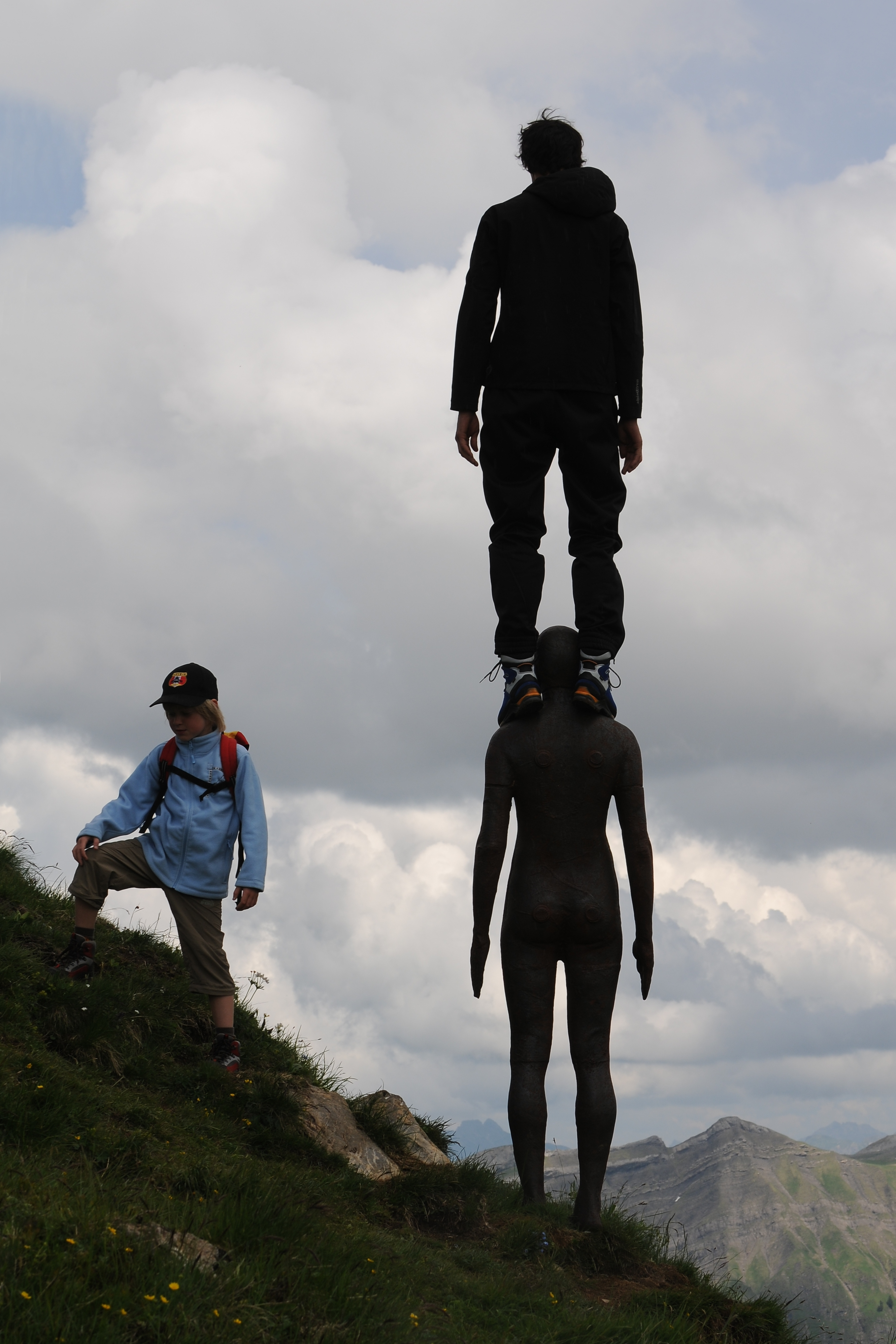
Eisenmann am Diedamskopf huckepack (2011)

## Abbau und Wiederaufbauüberlegungen
Als die Gesamtinstallation 2012 abgebaut wurde, konnte der Unterstützerverein erwirken, dass ein Eisenmann als Erinnerung stehen bleibt. Der Künstler Antony Gormley wählte hierfür den Standort Nr. 3 oberhalb der Kriegeralpe in Lech, von deren Terrasse aus der letzte Eisenmann betrachtet werden kann. Der Standort war deshalb gewählt worden, weil er auch im Winter durch den Wind schneefrei ist.
2023 startete der Unterstützerverein erneut eine Initiative zur dauerhaften Wiederaufstellung des elf Jahre zuvor abgebauten Kunstprojekts Horizon Field und wies darauf hin, dass die 2010 errichteten 100 Fundamente für die Skulpturen noch vorhanden seien. Naturschutz-Organisationen in Vorarlberg kritisierten das Vorhaben. Auch Yilmaz Dziewior, der 2010 Direktor des Kunsthauses Bregenz war, sprach sich gegen eine Wiederholung des Horizon Field-Projekts aus, allerdings aus künstlerischen Gründen: „Eine ‚Entfristung‘, also eine Verlängerung des Projekts bis in alle Ewigkeit“, wäre für den heutigen Direktor des Museums Ludwig in Köln „eine Aussage, dass sich der Mensch über die Natur erhebt, und das fände ich - auch als künstlerisches Konzept - den falschen Ansatz.“ Im April 2024 wurde bekannt, dass für mehr als 70 Prozent der Standorte die notwendigen Verträge abgeschlossen wurden.

## Weitere Horizon-Werke
Gormley griff das Thema der Eisenmänner zuvor bereits andernorts auf:
- Another Place (2005): 100 eiserne Figuren am Strand der Mündung des River Mersey, am Crosby Beach nördlich von Liverpool dauerhaft aufgestellt.
- Time Horizon (2006): 100 Figuren im Archäologischem Park von Scolacium am Rande eines Olivenhaines. Diese Figuren schauen in verschiedene Richtungen und haben dadurch eine deutlich andere Ausstrahlung.[25]

- Event Horizon (2007): 31 Figuren in London aufgestellt, dann 2010 in New York City, seit 2012 in São Paulo und Rio de Janeiro.[26]